# Universidad de Ciencias Médicas de Artemisa
La Universidad de Ciencias Médicas de Artemisa (también llamada Facultad de Medicina de Artemisa) es una universidad de medicina localizada en Artemisa, Cuba. Fue fundada en 2011, tras la creación de la Provincia de Artemisa. 

## Facultades
Se encuentra dividida en cuatro facultades: 
- Medicina
- Estomatología
- Licenciatura en Enfermería
- Tecnologías de la Salud